# Argentino
Argentino (hiszp. Lago Argentino) – największe jezioro w Argentynie, w prowincji Santa Cruz.
Położone w Andach Patagońskich (Patagonia), w Parku Narodowym Los Glaciares.
Jezioro zasilają w wodę lodowce m.in. Upsala, Perito Moreno i Spegazzini.